# Rachel Morrison
Rachel Morrison (Cambridge, 26 aprile 1978) è una direttrice della fotografia statunitense.
Ha ricevuto la candidatura all'Oscar alla migliore fotografia nel 2018 per Mudbound, risultando la prima donna ad essere candidata in questa categoria. 

## Filmografia

### Direttrice della fotografia

#### Lungometraggi
- Sound of My Voice, regia di Zal Batmanglij (2011)
- Any Day Now, regia di Travis Fine (2012)
- Prossima fermata Fruitvale Station (Fruitvale Station), regia di Ryan Coogler (2013)
- The Harvest, regia di John McNaughton (2013)
- Little Accidents, regia di Sara Colangelo (2014)
- Cake, regia di Daniel Barnz (2014)
- Dope - Follia e riscatto (Dope), regia di Rick Famuyiwa (2015)
- Mudbound, regia di Dee Rees (2017)
- Black Panther, regia di Ryan Coogler (2018)
- Seberg - Nel mirino (Seberg), regia di Benedict Andrews (2019)

#### Televisione
- Confirmation - Una donna per la verità (Confirmation), regia di Rick Famuyiwa (2016) - Film TV

### Regista

#### Televisione
- Quantico, serie TV, episodio  Uccidere (2015)
- American Crime – serie TV, 2 episodi (2015)
- Homemade – serie TV, episodio The Lucky Ones (2020)
- The Morning Show – serie TV, episodio  Una persona privata (2021)
- American Crime Story – serie TV, episodi Resta accanto al tuo uomo e Il gran giurì (2021)
- The Mandalorian - serie TV, episodio Capitolo 18: Le miniere di Mandalore (2023)